# Wake Forest Demon Deacons

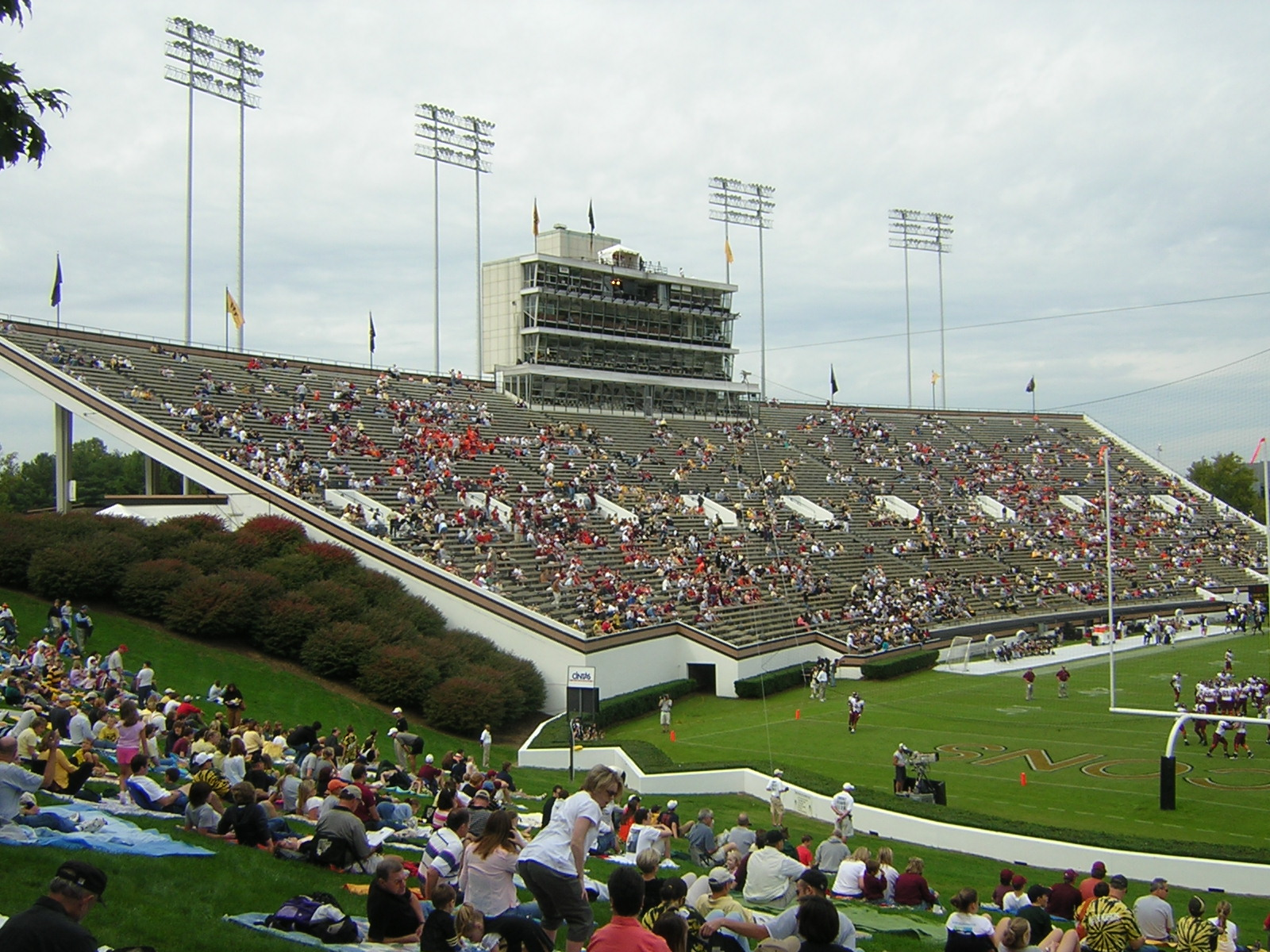
El Truist Field at Wake Forest (Groves Stadium)

Wake Forest Demon Deacons (español: Demonios Diáconos de Wake Forest) es el nombre de los equipos deportivos de la Universidad de Wake Forest en Winston-Salem, Carolina del Norte. Los equipos de los Demon Deacons participan en las competiciones universitarias organizadas por la NCAA, y forma parte de la Atlantic Coast Conference. 
El equipo más famoso de los Demon Deacons es el de baloncesto masculino, que se clasificó para la Final Four en 1962. 
De esta universidad han salido deportistas como Tim Duncan, doble ganador del MVP de la temporada; el base Chris Paul, Rookie del Año en 2006; Josh Howard, Rodney Rogers y Muggsy Bogues.

## Deportes

### Fútbol
Campeones del Campeonato nacional de fútbol masculino de la División I de la NCAA en 2007 (y subcampeones en 2016) el equipo de fútbol de Wake Forest ha dado muchos jugadores que han acabado en la Major League Soccer, como Brian Carroll, Will Hesmer, Brian Edwards, Michael Lahoud, Michael Parkhurst, James Riley, Scott Sealy, Sam Cronin, y Wells Thompson.

### Baloncesto
A pesar de no haber logrado ningún campeonato NCAA, los Demon Deacons han ganado 4 títulos de baloncesto de la Atlantic Coast Conference (ACC), y han contado con un gran número de jugadores que luego han pasado por la NBA.
Estos son los números retirados por la universidad de Wake Forest, en su pabellón, el Lawrence Joel Veterans Memorial Coliseum, y que no pueden ser usados por ningún otro jugador de la universidad.
| Número | Jugador            | Años      |
| ------ | ------------------ | --------- |
| 3      | Chris Paul         | 2003–2005 |
| 5      | Josh Howard        | 1999–2003 |
| 12     | Charlie Davis      | 1968–1971 |
| 14     | Muggsy Bogues      | 1983–1987 |
| 15     | Skip Brown         | 1973–1977 |
| 21     | Tim Duncan         | 1993–1997 |
| 22     | Randolph Childress | 1991–1995 |
| 24     | Dickie Hemric      | 1951–1955 |
| 32     | Rod Griffin        | 1974–1978 |
| 50     | Len Chappell       | 1959–1962 |
| 54     | Rodney Rogers      | 1990–1993 |
| -      | Skip Prosser       | 2001–2007 |
| -      | Dave Odom          | 1989–2001 |